# 香港國際機場反對逃犯條例修訂草案抗議活動
香港國際機場反對逃犯條例修訂草案抗議活動是指在香港國際機場發生的反對逃犯條例修訂草案運動。

## 「行下坐下接下機」默站示威
2019年6月15日，有網民在香港國際機場發起「行下坐下接下機」（走一下坐一下接一下機）活動。約十多名市民於機場接機大堂默站示威，有示威者以默站方式向旅客展示反送中的相關報章報道，旨在讓旅客得悉香港現況。

## 「和你飛」集會

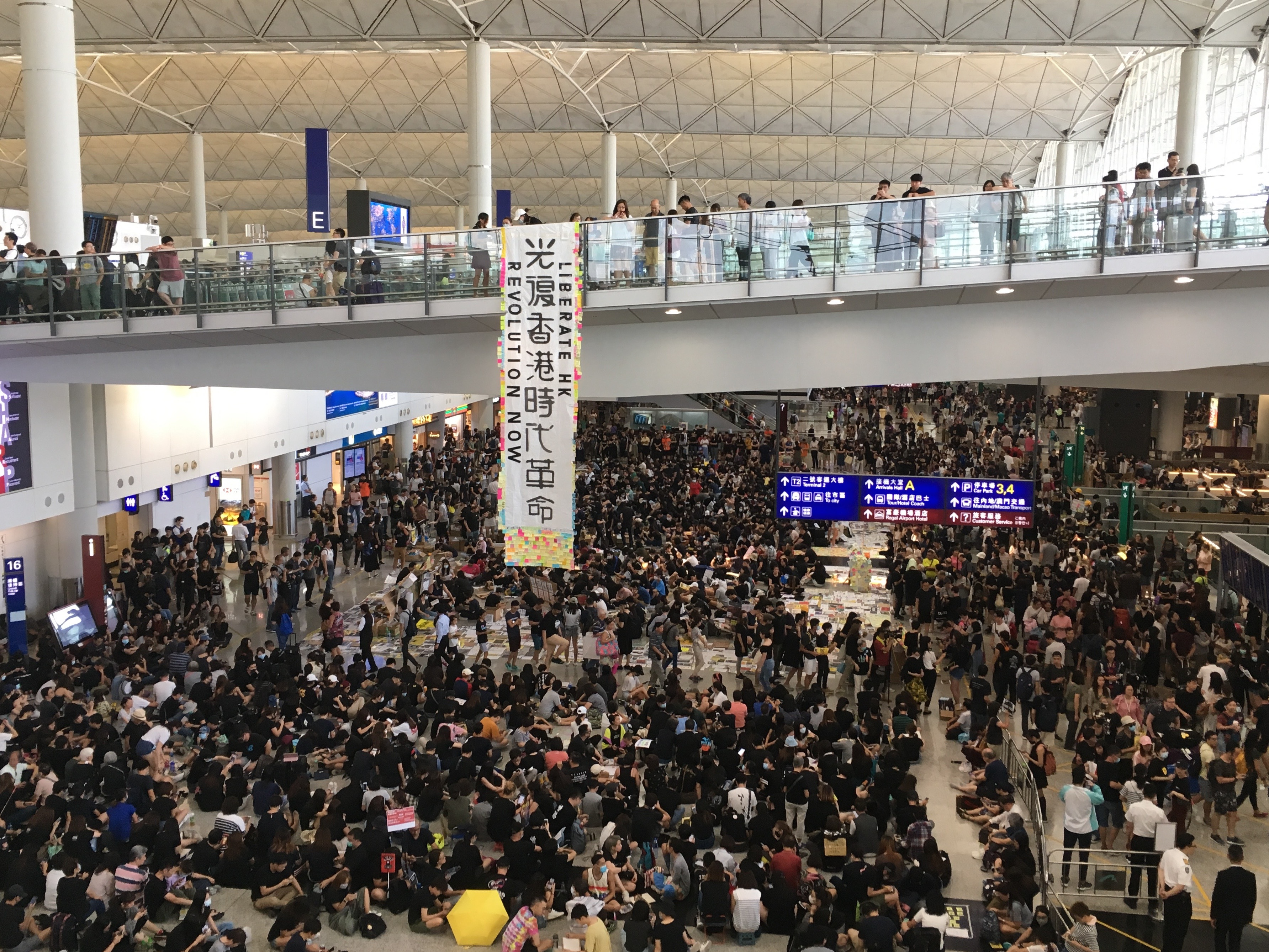
2019年8月9-11日，手寫「光復香港，時代革命」標語，懸掛在香港國際機場。

7月26日下午，在香港國際機場一號客運大樓接機大堂，一群在機場任職的市民舉行「和你飛」集會，抗議政府未有按議事規則撤回《逃犯條例》修訂、不滿警方在7月21日反修例遊行的暴力清場手法，以及元朗暴力事件中包庇黑社會等訴求，呼籲國際社會關注事件。
參與人士舉牌寫有「旅客警告」（Tourist Warning）、「不要相信警方或政府」（Do not trust the police or the government）和「FREE HONG KONG」等標語。現場亦有連儂牆和播放反修例運動的新聞片段，亦有市民利用手推車貼上多語大字報。集會發起人表示集會最高峰時期有1.5萬人參加，警方指有4000人。
而機管局職員在集會前拆除接機大堂的長櫈，而大堂的地上貼上一道道黃線作通道用。

## 「8‧5三罷」
2019年8月5日，因特首林鄭月娥拒絕回應撤回逃犯條例及成立獨立調查委員會等民間訴求，觸發市民罷工抗議，最少有3000名機場工作人員響應，全日合共有最少200班機需要取消。

## 「萬人接機」集會

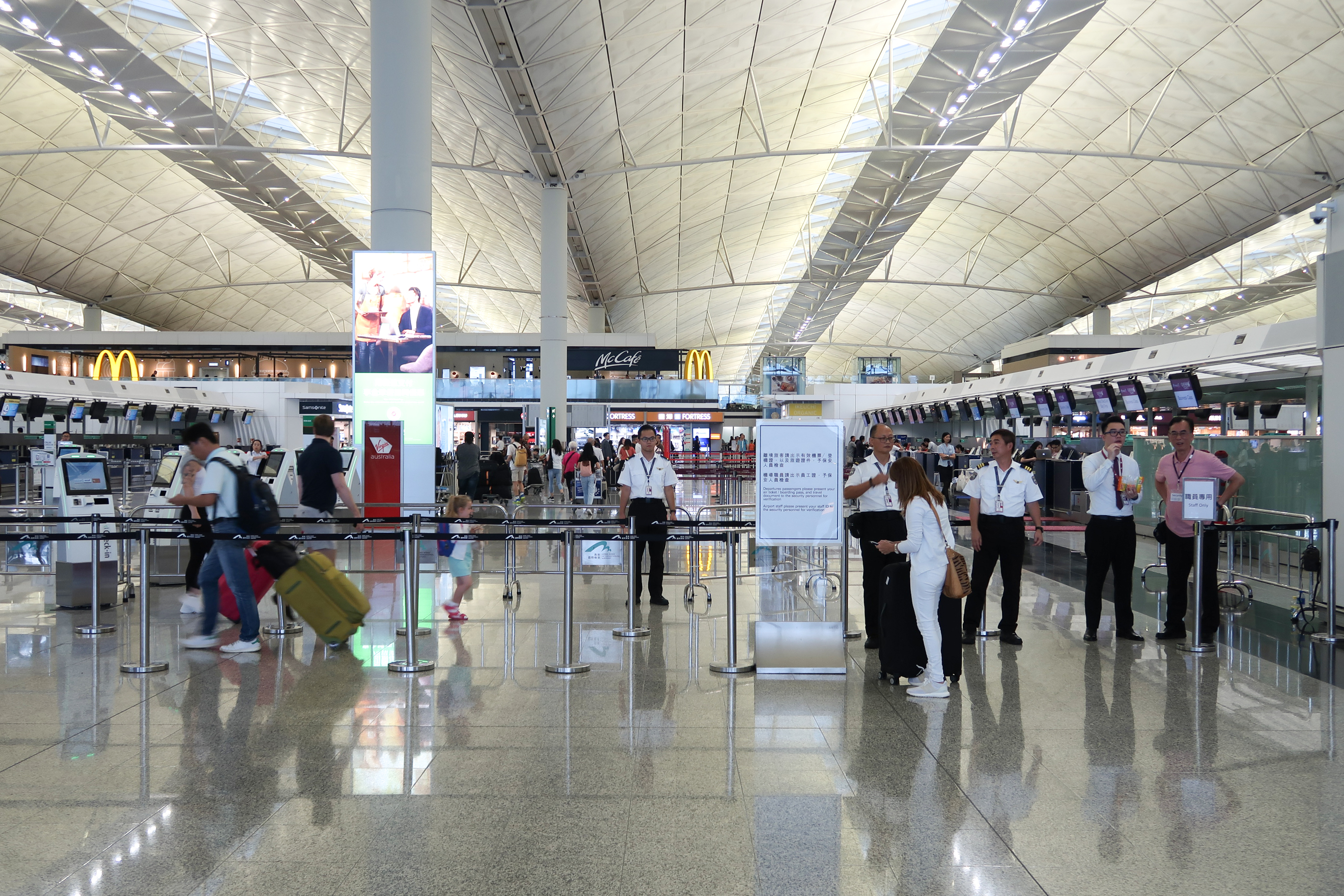
機管局針對集會時間實施管制，2019年8月9日起，只准許持有登機證或機票旅客進出離境大堂的旅客登記行段

2019年8月9日至8月11日，網民發起「萬人接機」集會，在機場透過靜坐等和理非手段向旅客宣傳反送中。機管局罕有地針對集會時間實施管制，集會期間只准許持有登機證或機票旅客進出離境大堂的旅客登記行段。有多位機組人員及地勤批評機管局安排，指不排除會令部份機組人員未能準時報到，隨時變相「逼人罷工」。而部分市民及旅客亦認為多此一舉。

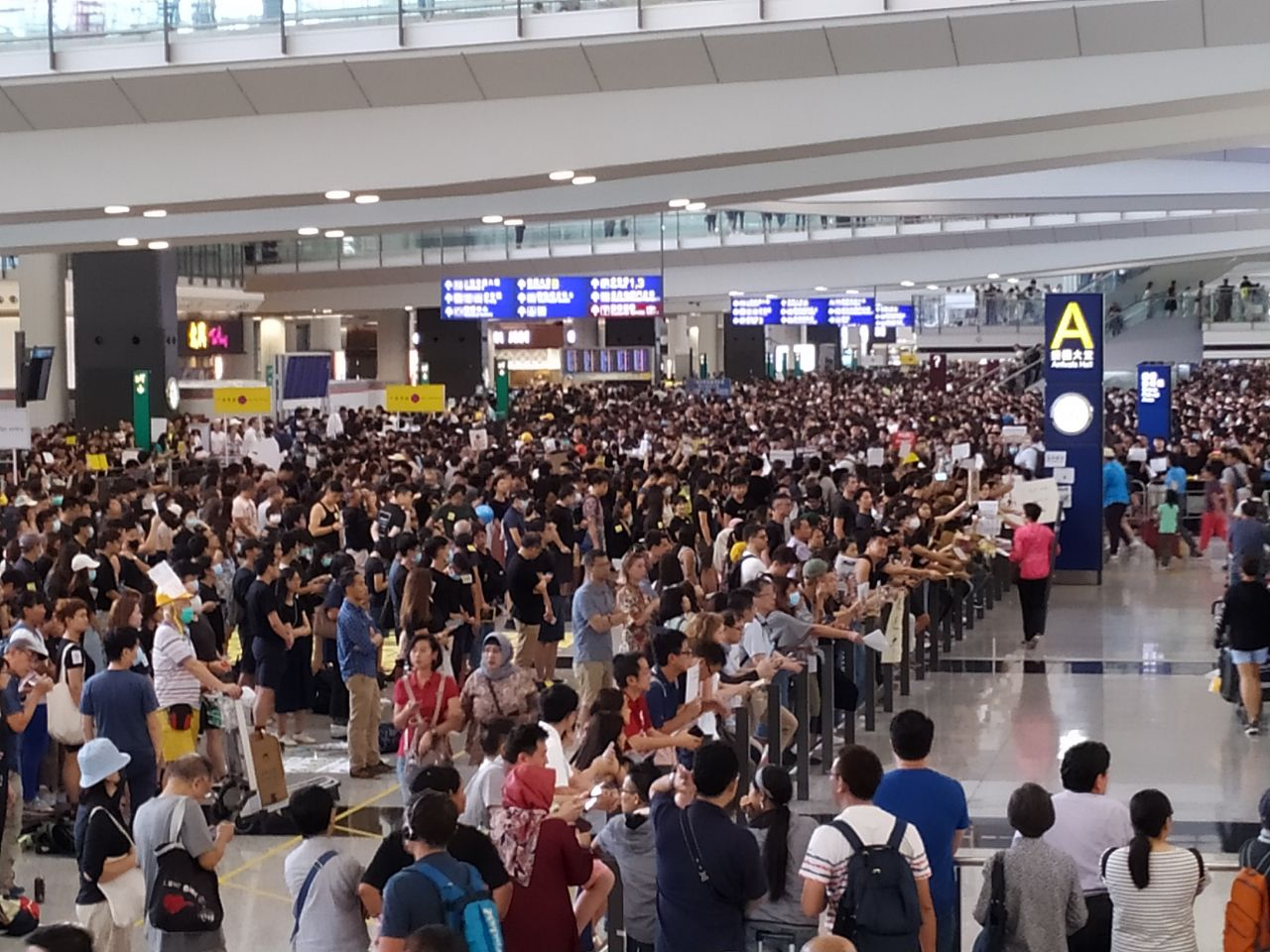
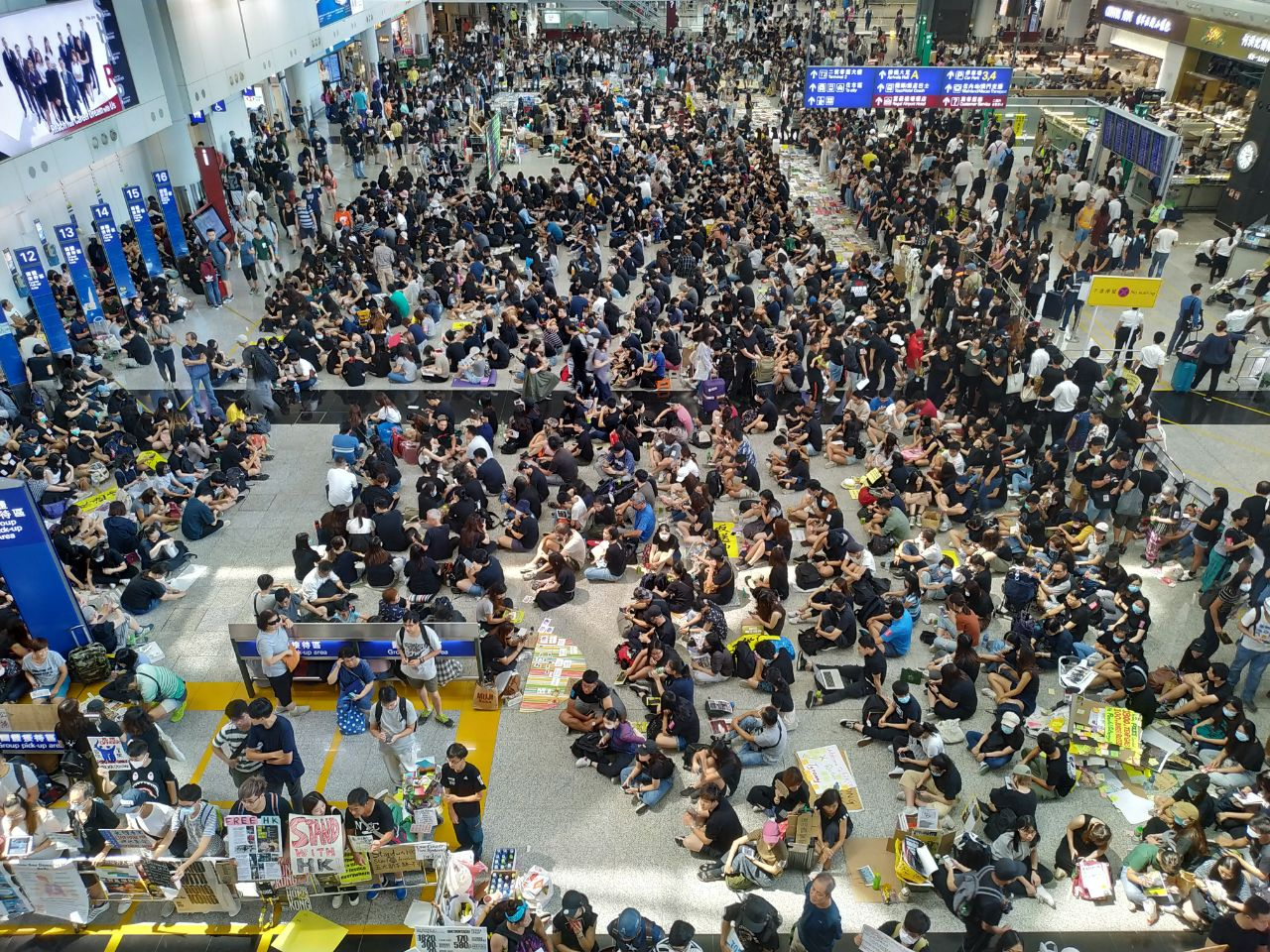

## 「警察還眼」集會

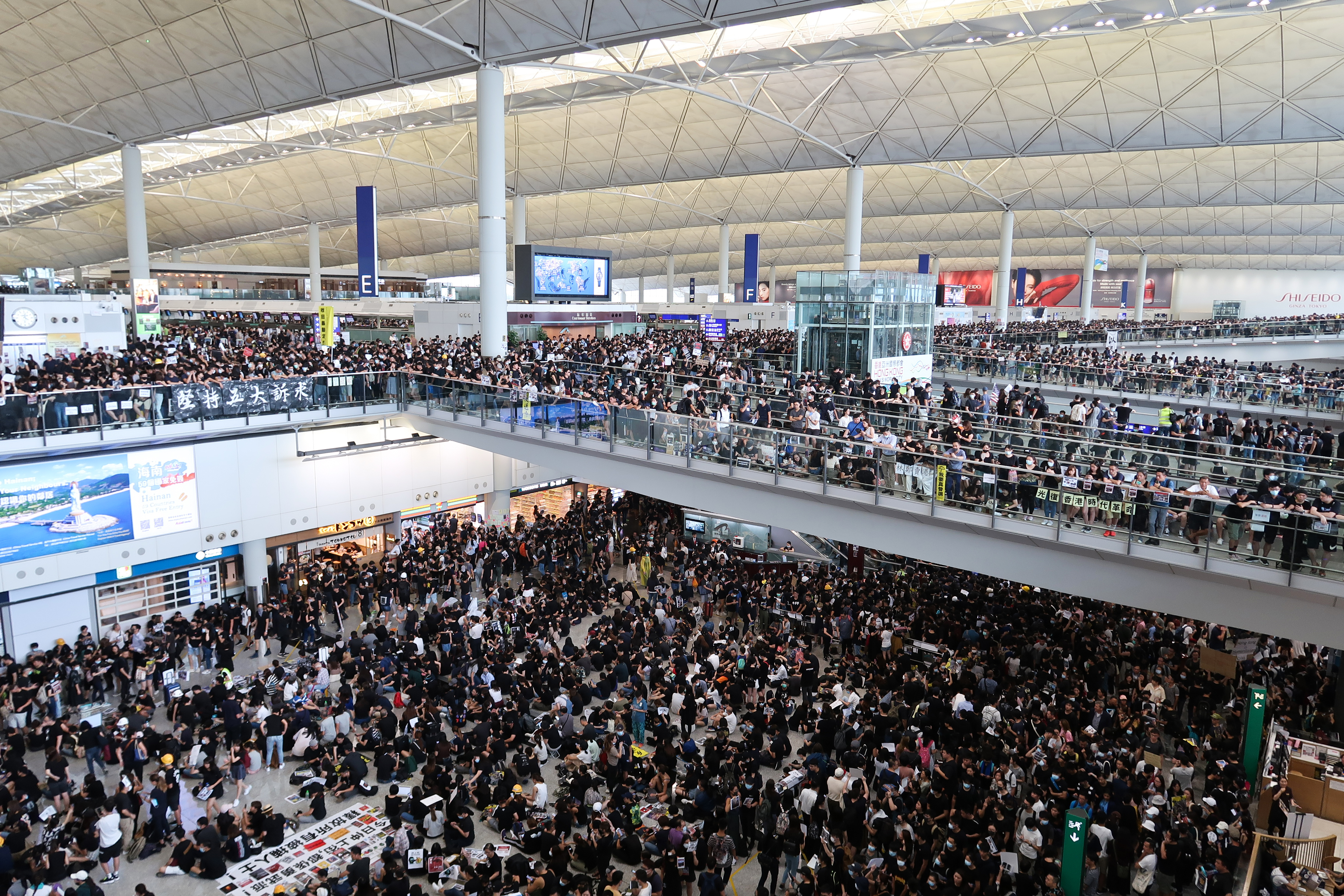
近萬名示威者響應「警察還眼」集會，接機和離港大堂迫滿人群

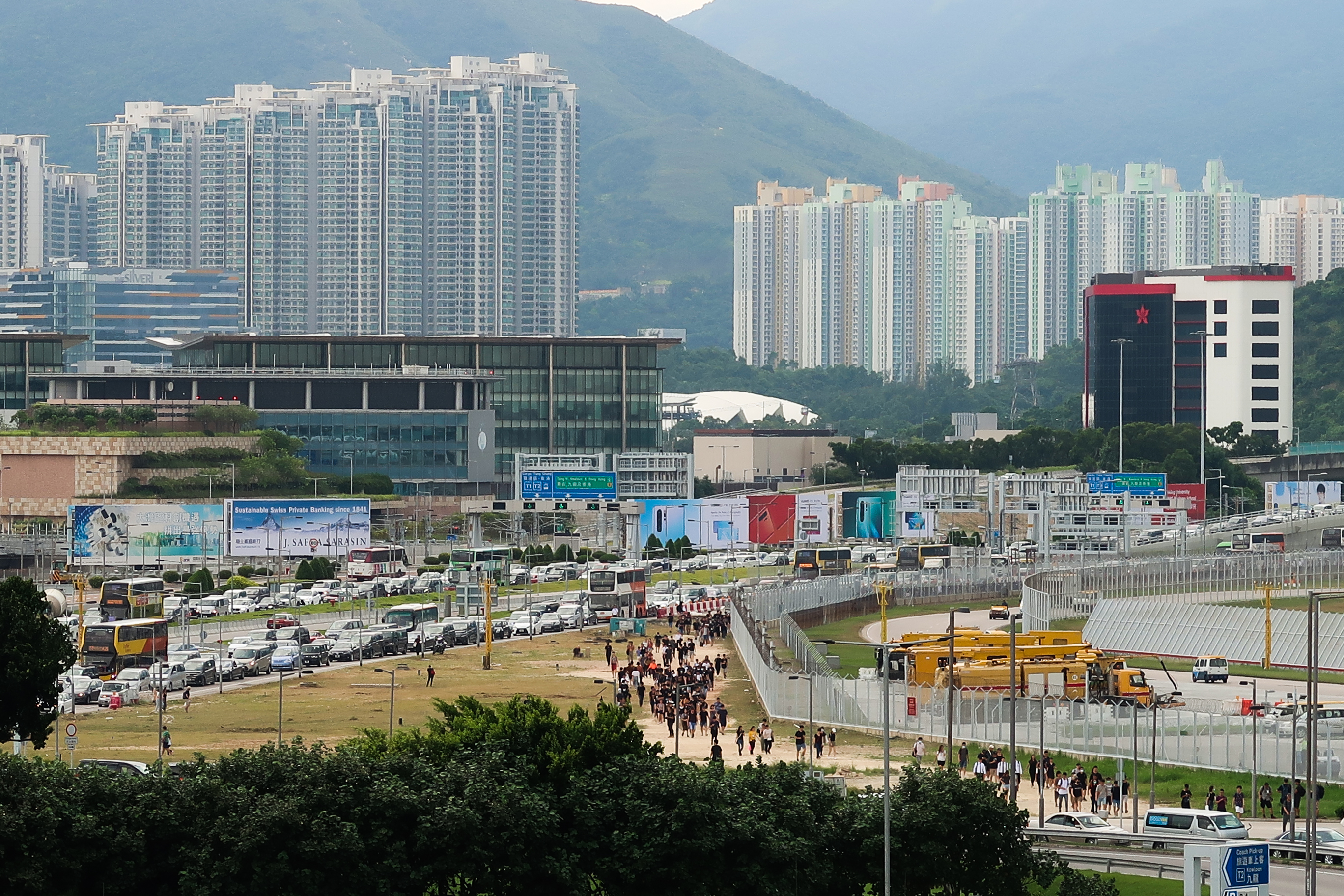
往機場交通不勝負荷，幾乎完全癱瘓，部份市民及旅客選擇徒步進入機場

8月12日下午1時，近萬名示威者響應「警察還眼」集會，接機和離港大堂未能承受人潮。往機場交通不勝負荷，幾乎完全癱瘓，部份市民及旅客選擇徒步進入機場。至於限制進出離境大堂的措施則繼續生效。機管局稱運作嚴重受阻，下午3時半宣布晚上6時起限制飛機升降量。4時30分更宣布除已完成登機程序的離港航班及正前往香港的抵港航班外，當日其餘所有航班全部取消。下午5時半，政務司司長、運輸及房屋局局長、保安局局長見記者，其中陳帆表示機場有未經批准的公眾集會，嚴重干擾機場運作致停運，又形容香港付出沉重代價。而機場內部因人流過多，電話網絡癱瘓。到傍晚，有傳警方即將清場，加上國泰城緊急疏散其職員離開。集會人士感到擔憂，紛紛離開機場。往市區機鐵站及巴士站有大批市民排隊等候，不少人更選擇步行前往東涌。亦有熱心司機義工接載市民出市區。到晚上機場大致平靜，仍有幾百人聚集，而澳洲駐港總領事館職員在場協助當地公民。

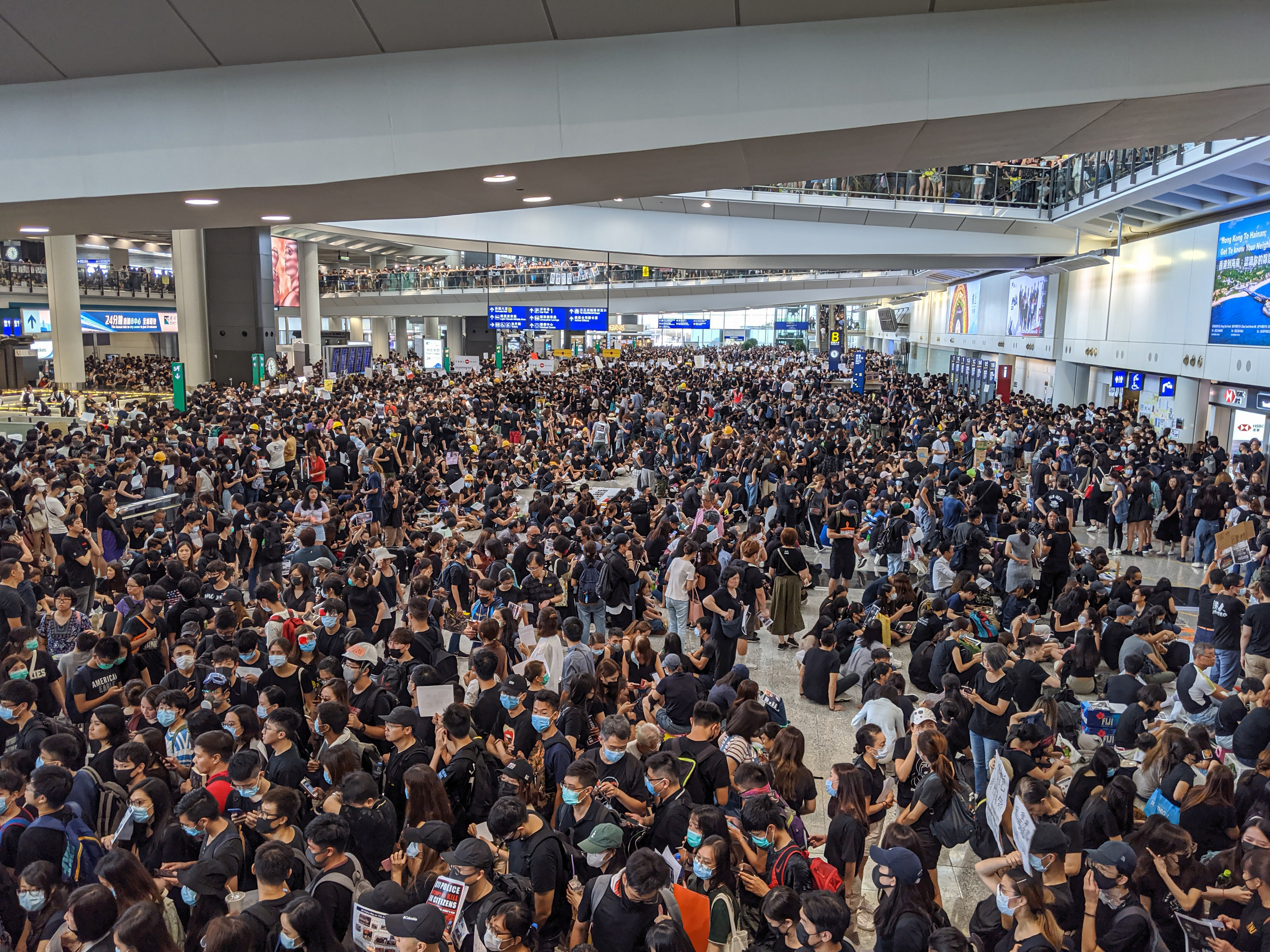
近萬名市民於離境大堂靜坐抗議
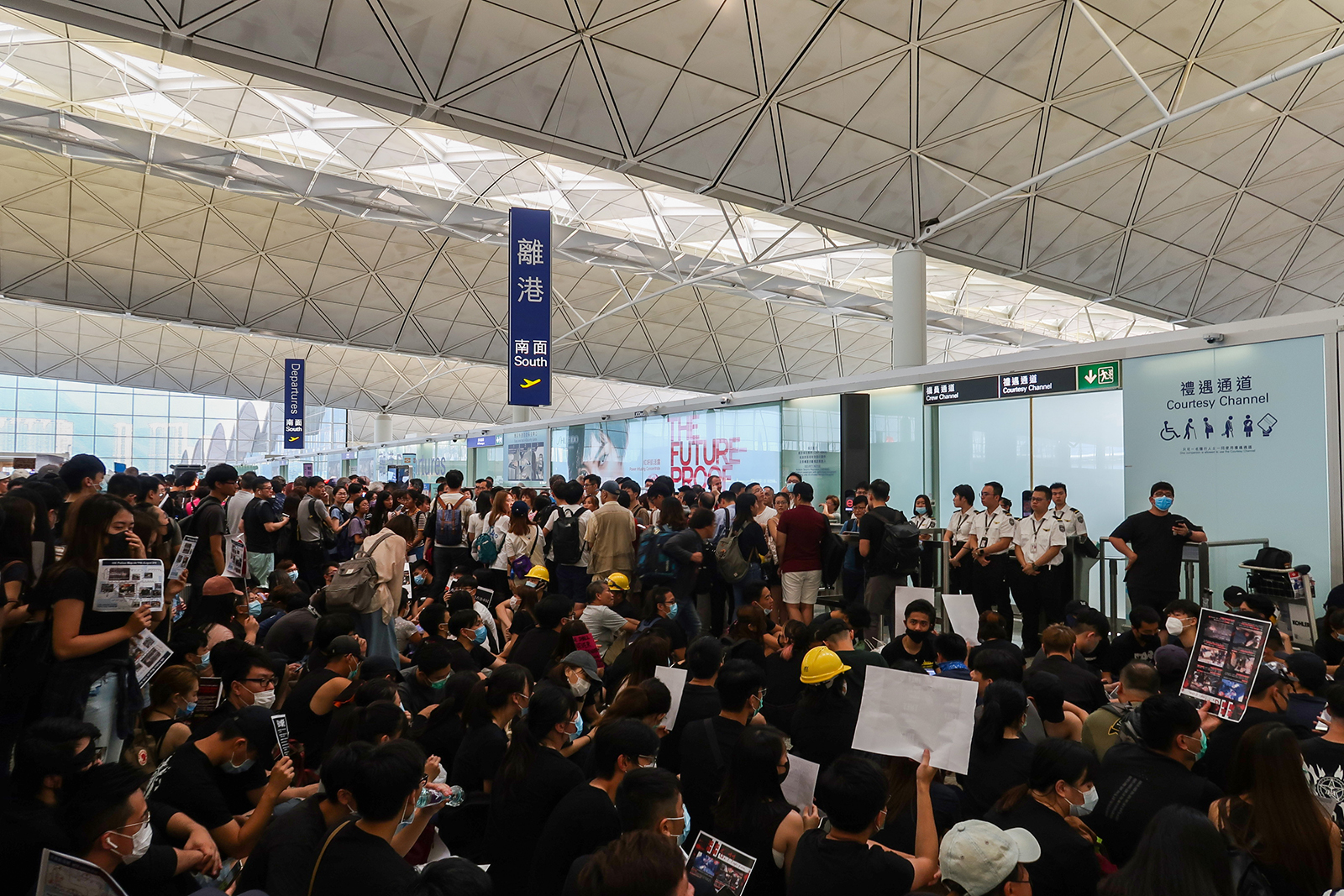
離港大堂已坐滿示威人士
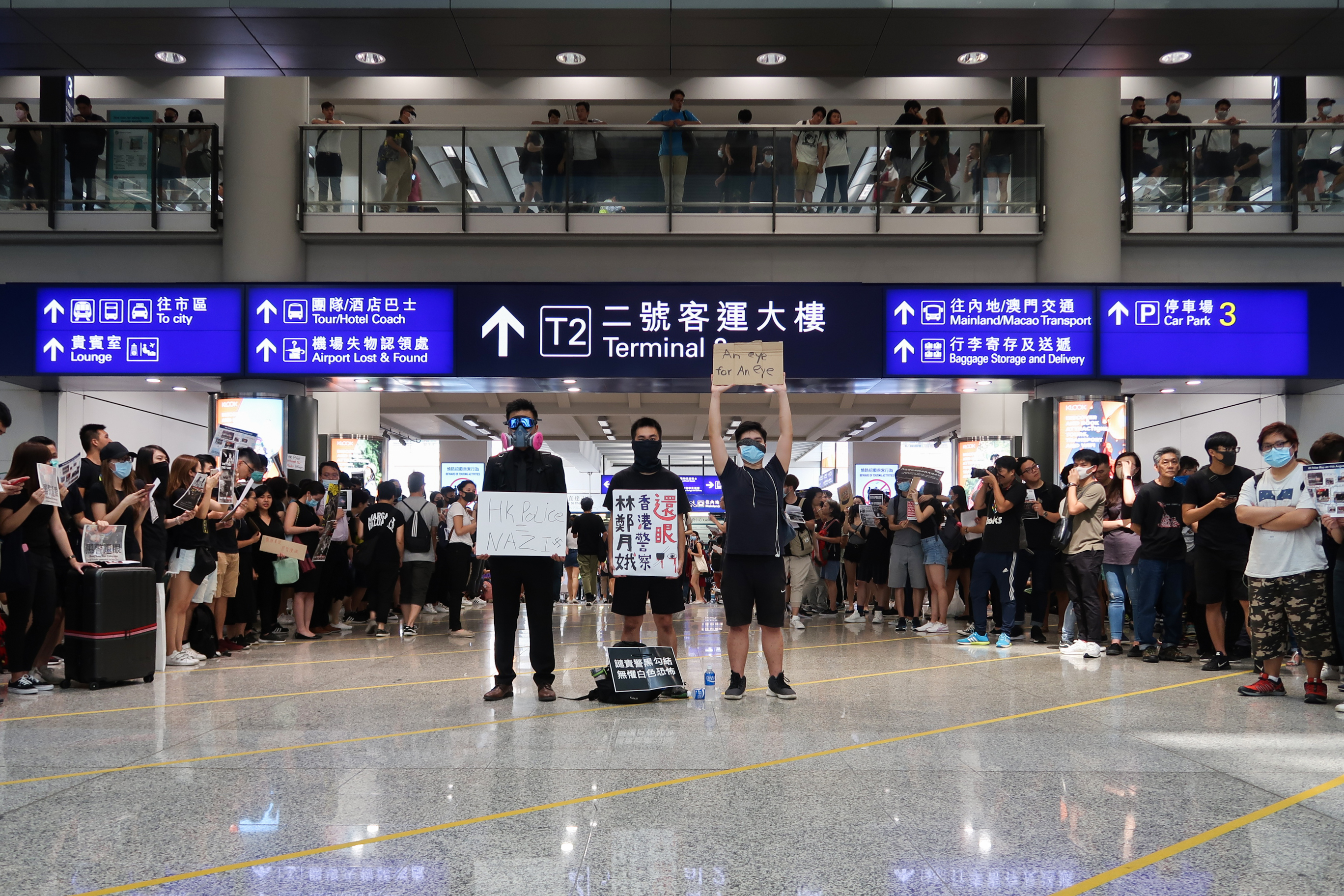
示威者在抵港大堂往地面地面運輸中心的通道舉起標語
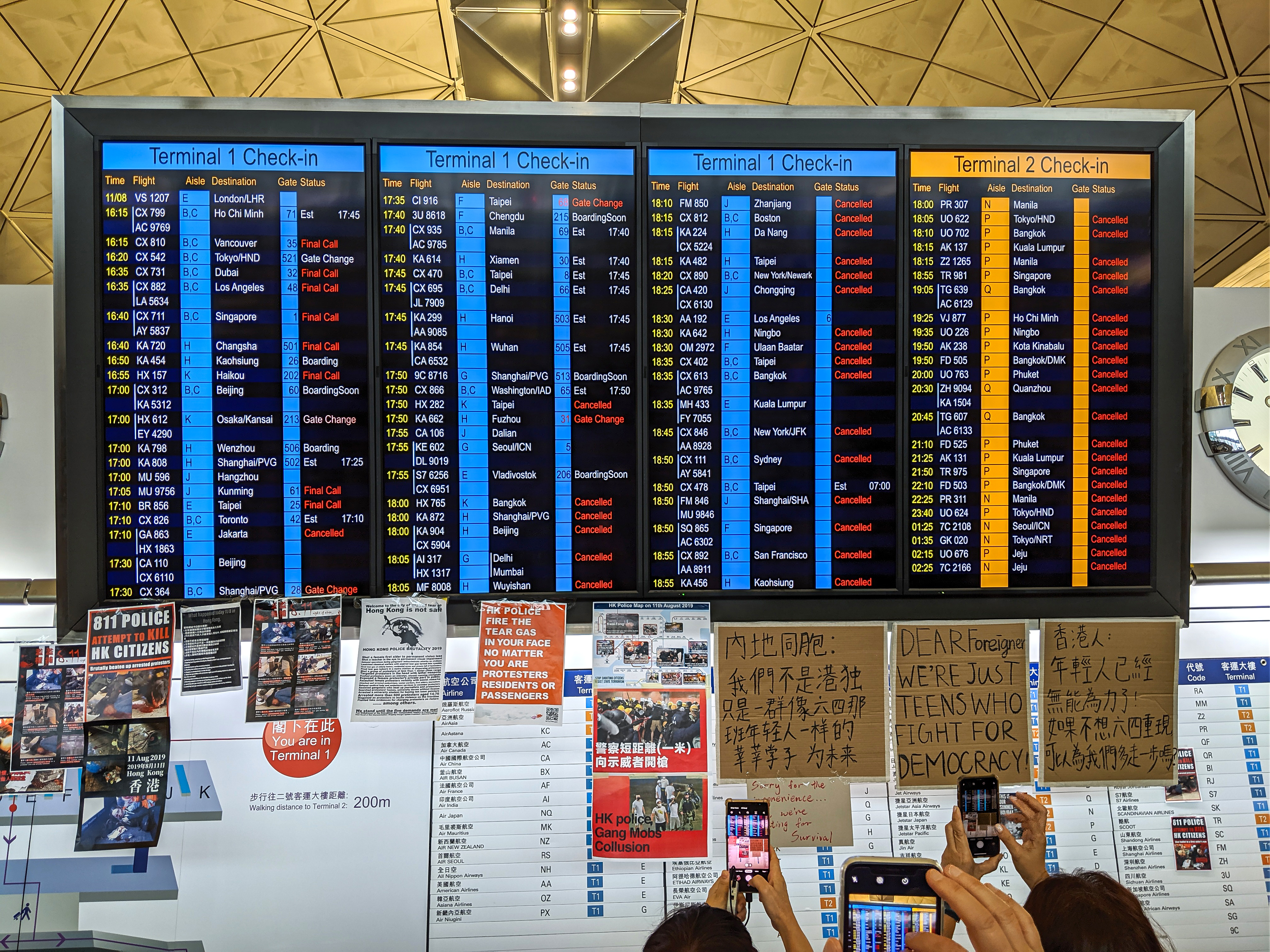
機管局將多班航機取消
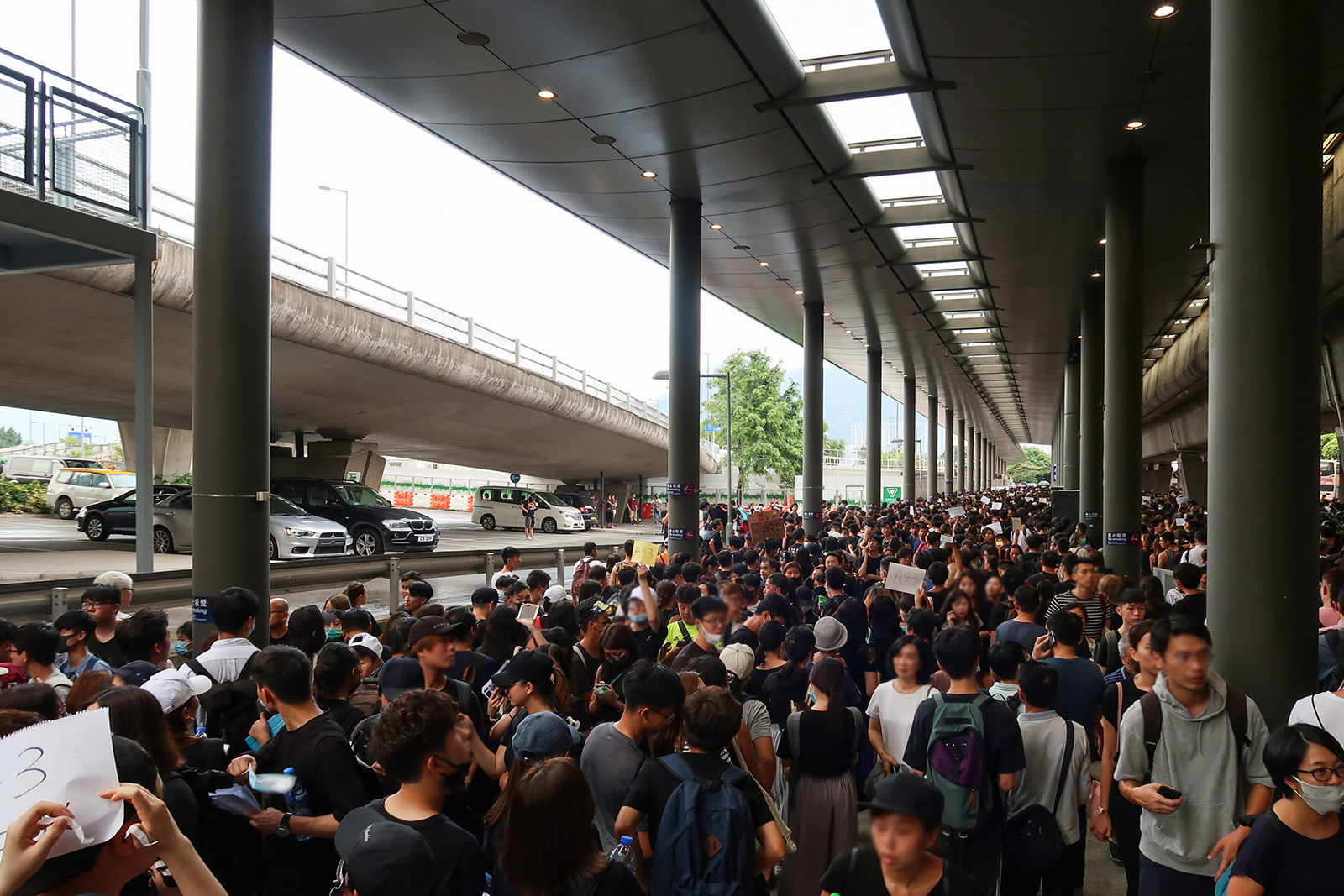
到傍晚有傳警方即將清場，集會人士感到擔憂紛紛離開機場。往市區巴士站有大批市民排隊等候

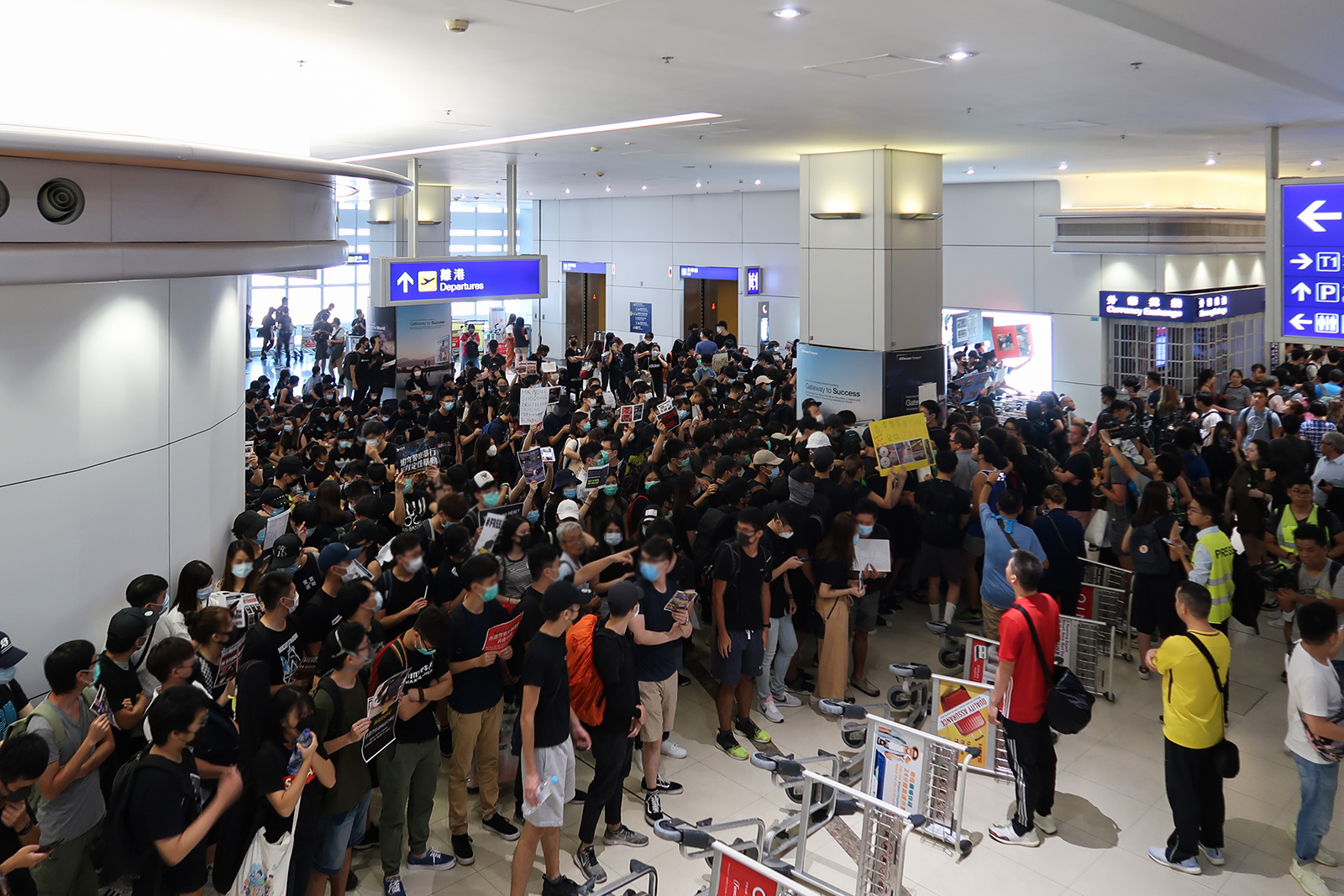
8月13日，有部分人到二號客運大樓利用行李車阻礙往離境禁區的通道

在8月13日繼續有不少市民響應集會，到下午2時，部分人士衝破機管局臨時封鎖線，前往離境大堂靜坐抗議，阻礙旅客進入禁區，旅客需職員協助才能進入。另有人到二號客運大樓利用行李車阻礙往離境禁區的通道，引起部分旅客一度鼓譟。下午4時半，機管局宣稱客運大樓運作嚴重受阻，所有航班登機服務「暫停」；至5時15分宣布「所有」離港航班取消，促旅客盡快離開。但有旅客仍然成功登記並登機，亦有離港航班照常起飛

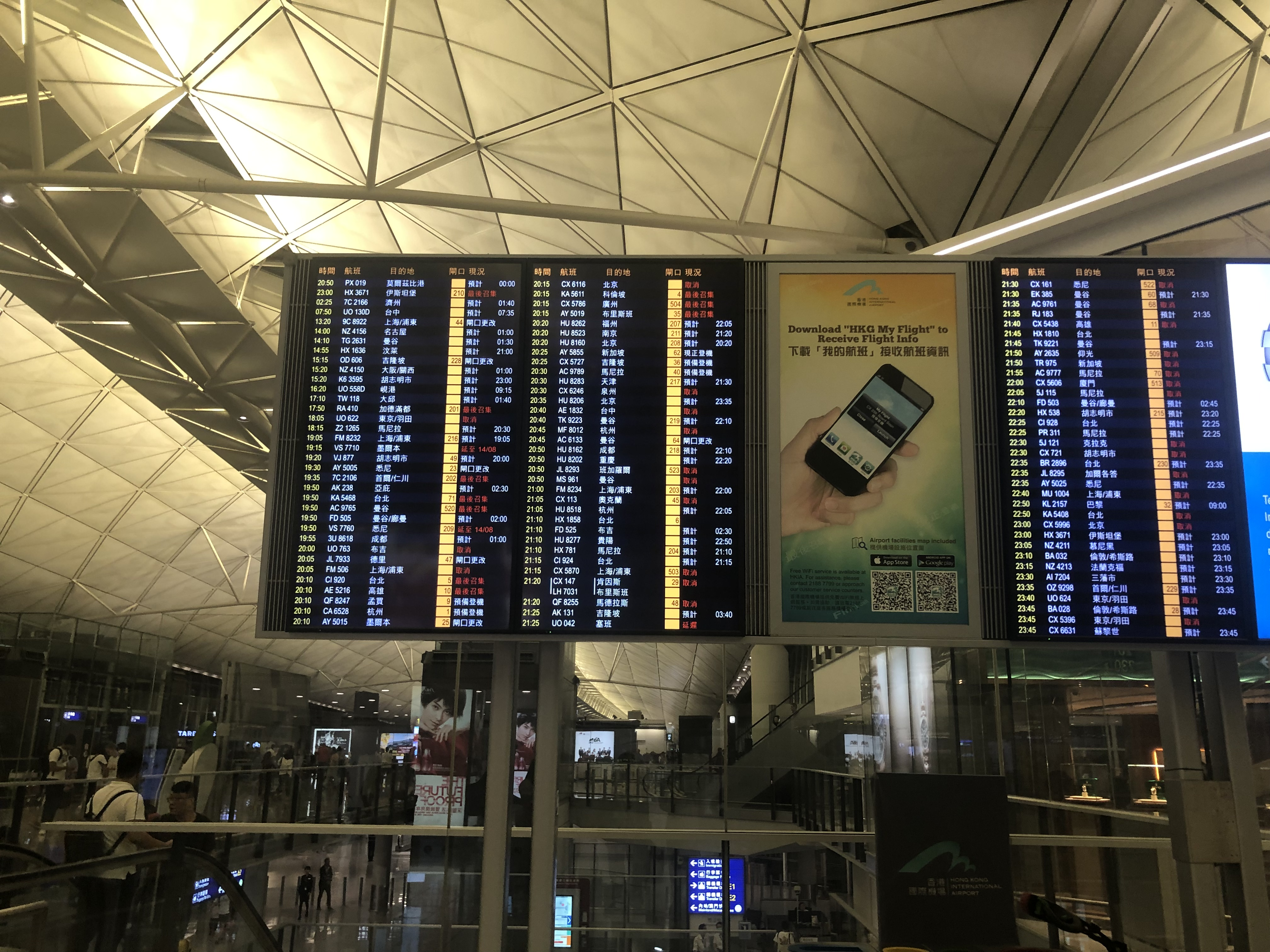
受示威影响8月13日香港国际机场部分航班取消

受连续两天示威影响，机场两日发生不同程度的停运， 機管局將979班機取消。

### 游客遭包圍毆打
到傍晚，一位名為徐錦煬的遊客被集會人士懷疑身份而遭到包圍， 並搜出身上物品，當中包括兩截木棍、住址为广东省深圳市的中华人民共和国居民身份证及往来港澳通行证; 示威者又从网上搜索到该人姓名列在一份深圳市公安局福田分局的辅警招聘政审合格人员名单内，示威者因此怀疑這名旅客是該名深圳公安而遭到圍打。晚上約9點，雖然有救護員到場協助，男旅客亦呼吸困難而暈倒。但示威者仍阻止醫護人員將他送醫救治，以及追打護送該旅客送醫的警員，他被示威者擾攘两三个小时，至晚上10時45分才能送出機場。
有示威者事后接受香港商業電台節目《在晴朗的一天出發》訪問，指他监察示威者且“凶神恶煞”、拿出用纸包住的疑似警棍条状物挥动，被询问时逃跑、自称游客而没有机票且几小时内前后说法不一，被要求出示手机时卻删除微信信息，并被发现疑似传送暗号和示威者动向的群组（之后被踢出），后来又搜出双截棍，有理由怀疑他并非普通游客或送行者。
當这名遊客送上救護車後，大量示威者突然衝出客運大樓外，以大量手推車阻止警車離開，並圍打最前沿的警用中型小巴，後排警車內的防暴警察出動驅離示威者。一名警員在機場大堂內試圖制服女性示威者時，被蜂擁而上的示威者圍打並被迫在牆角上，手上的警棍以及胡椒噴霧被示威者搶走，該名警員後持槍示警才趕走示威者。驱散中亦有示威者倒地受傷。警察拘捕5人后离开機場。

### 記者遭包圍毆打

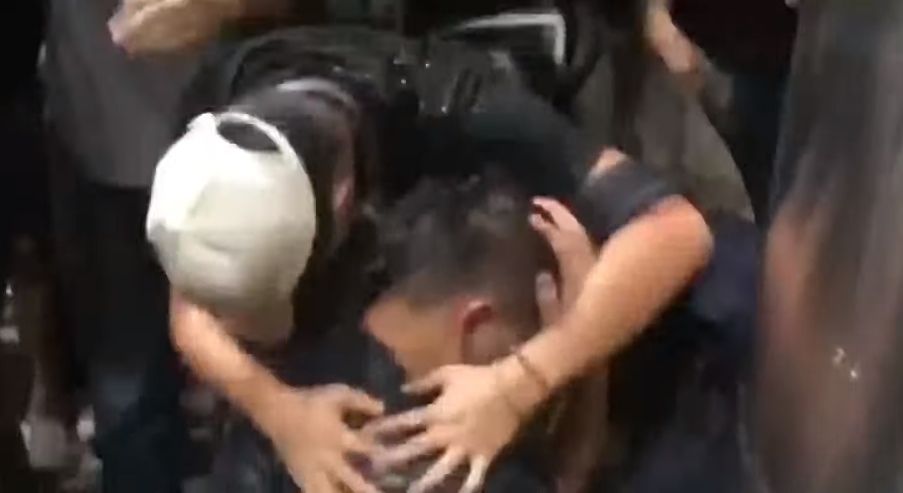
付國豪被示威者包围及殴打

在8月14日凌晨，穿着记者反光衣但声称自己是游客的中國環球時報記者付國豪手持過期的香港入境處發出的逗留香港許可，以及不可在香港從事本地提供的有薪或无薪工作的往來港澳通行證（雙程證），但仍然在近距離拍攝示威者在佔領禁區期間的行動，而被质疑时未能出示记者证（声称尚未获发），而根據中國《新聞記者證管理辦法》指出記者必須主動出示記者證，在中國記者身份官網也查閱不到其身份登記，因此被怀疑是假冒记者及逾期逗留而遭到他們以「行使公民拘捕權」為由包圍，並用大量索帶固定在一輛手推車上，該記者更被搜出有「我愛香港警察」的蓝色衣服和警察名片，該記者又被發現持有的信用卡與證件上的名字不符，被懷疑是國安人員，及後他繼續公開宣揚自己支持香港警察而被示威者進一步毆打， 救護員試圖將該記者送上救護車時，也被示威者阻攔以及被追打。经过一小时左右才由救護員帶離客運大樓及送上救護車。兩名中国内地人被分別送往瑪嘉烈醫院及北大嶼山醫院治理。

### 爭議
警方出動驅離示威者期間，有部分警員穿上完全遮擋臉容頭罩及面罩的制服，而且無展示警員編號。機場警區署理指揮官劉榮基解釋，該批警員是正受訓的機場特警，該制服是訓練才使用。

### 後續

#### 臨時禁制令

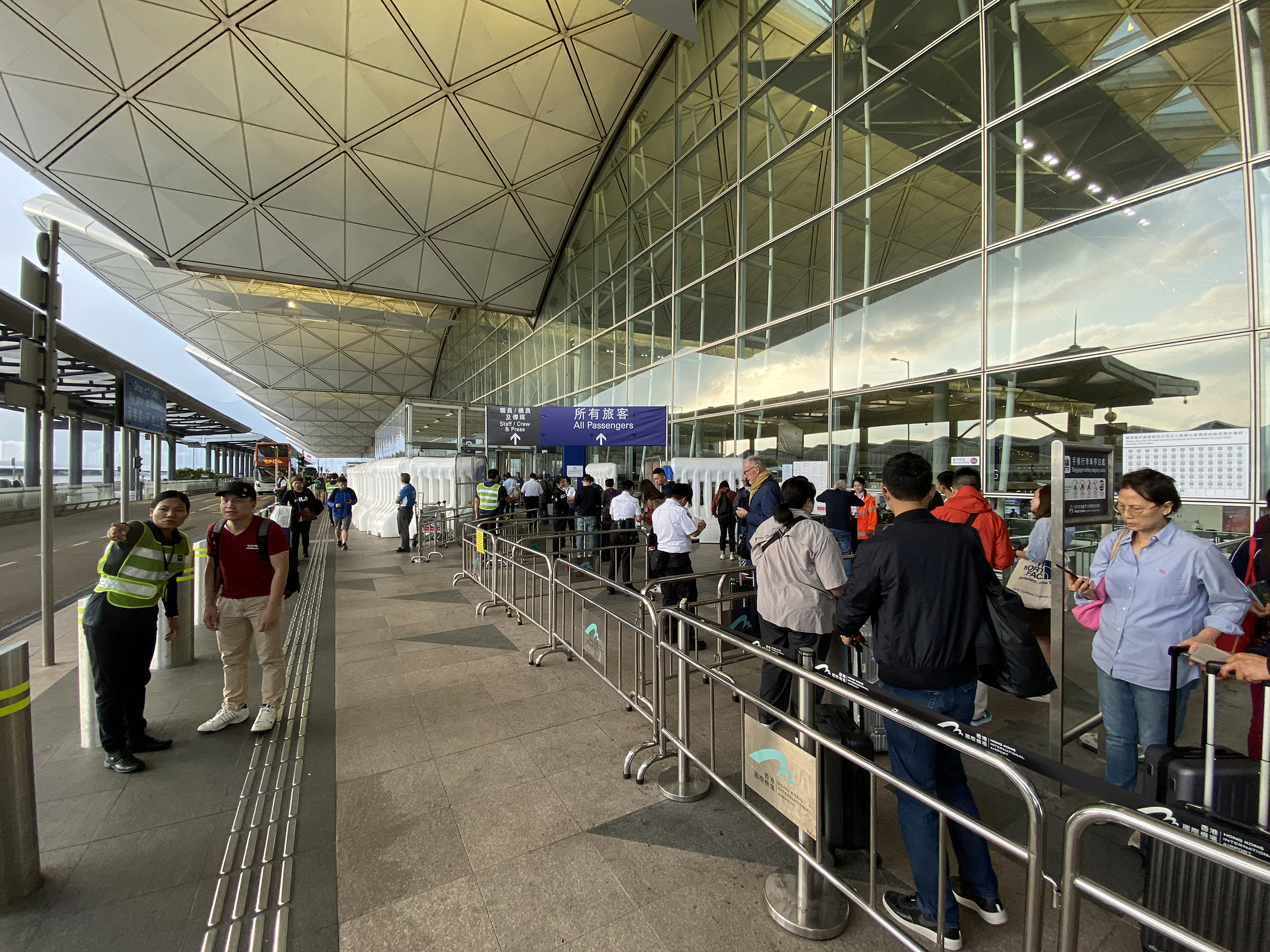
由2019年8月15日開始，機管局在主要出入口增設水馬，一號及四號停車場亦關閉。進入機場客運大樓的人士需要向保安出示護照、機票或登機證等文件。水馬到2020年11月才移走

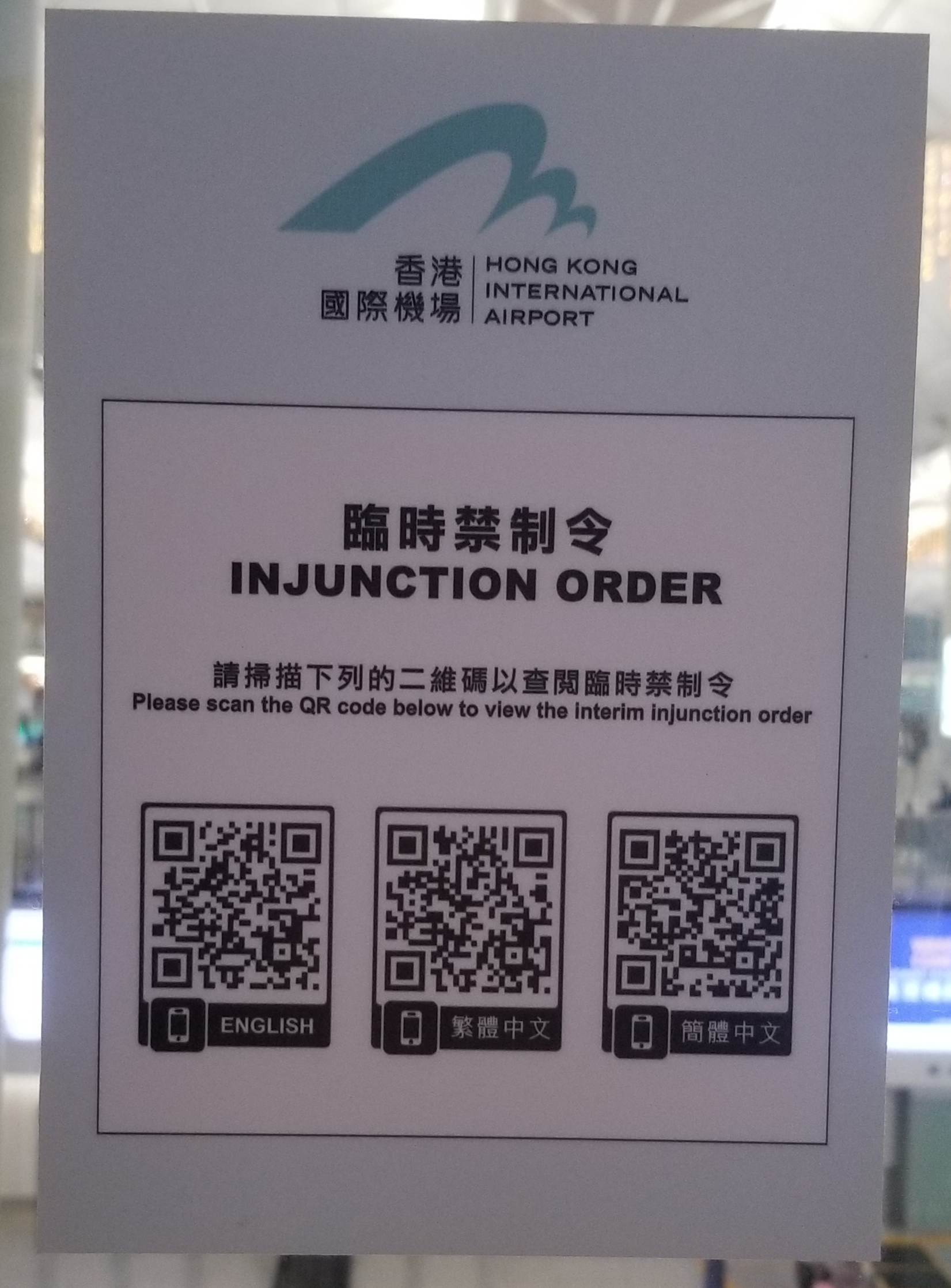
2024年，臨時禁制令已改為二維碼方式顯示，旅客可掃描二維碼以顯示對應語言的臨時禁制令

機管局在8月13日晚上向法庭申請臨時禁制令，在8月14日得到法庭批准，下午2時開始執行。禁制令任何人在整個機場範圍內非法阻礙或干擾機場運作，而市民只限制在接機大堂指定範圍內「合法和平集會」。但允許機管局可以重新編劃、取消或縮小相關的示威區域。而進入機場客運大樓的人士需要向保安出示護照、機票或登機證等文件。由8月15日開始，機管局在主要出入口增設水馬，一號及四號停車場亦關閉。機管局亦呼籲送機及接機人士勿前往機場。有在場市民對有關安排表示鼓譟，批評「為何香港市民不能自由進入機場」。而數十名示威者曾繼續留守機場內示威區，但最後亦被機管局職員以「涉遊蕩」、機場無劃出示威區和附例寫明「職員有權利阻止市民進入」為由，要求市民離開。
到8月16日早上，網民拍攝到一號客運大樓的入口逼滿旅客排隊作檢查，一度排出馬路位置。
8月23日，香港高等法院批准香港机场管理局的申请，于8月14日起生效的机场临时禁制令期限延长。而二號客運大樓因應擴建工程而於11月28日晚上11時起關閉，但受臨時禁制令影響，公眾人士未能入內告別二號客運大樓和「打卡」留念。
而客運大樓外擺放逾年的大型水馬到2020年11月才移走，並允許公眾人士自由出入客運大樓，不過仍然會有保安視乎情況檢查進入客運大樓人士的證件。而機管局重申機場一號客運大樓的進出管制仍然生效。2022年，機場出入口已沒有保安駐守。而於2024年，臨時禁制令已經改為二維碼形式顯示，網站也不再顯示有關臨時禁制令的重要通知。

#### 兩名機管局員工被開除
8月19日，兩名任職近20年的香港機場管理局經理級員工因涉嫌在通訊軟件向示威者泄露机场运作及安保细节遭到終止聘用。而該兩名員工由1998年機場啟用一直工作至今，過去的工作表現亦受多次嘉許。有關事件在航空界引起「白色恐怖」憂慮。
機管局沒正面回應兩人是否因發表支持反修例示威者的言論和參與遊行，而被遭辭退。運輸及房屋局表示人事事宜屬機管局內部事務，局方不宜評論個別個案。

#### 拘捕及法庭提堂
警方在8月13日拘捕5人，年齡介乎17至28歲，涉嫌非法集結。其中2名男子分別被指用鐳射筆照射警長眼睛及用手打警員的頭，各被控一項襲警罪。其中一名被告投訴下警車後，遭大批警員毆打，並拍下照片。案件在8月15日於沙田裁判法院提堂，被告暫時毋須答辯，押後至10月10日再訊，並獲准保釋，但須守宵禁令及不得踏入機場客運大樓。
9月7日，警方將一名拘捕的青年帶往九龍城裁判法院提堂。22歲黃姓被告在9月1日在東涌游泳池取下懸掛的國旗，點燃焚燒，並縱火燒毀附近的水馬、橫額等，另外也破壞金屬旗杆蓋、旗杆繩、閉路電視鏡頭，被控串謀侮辱國旗、縱火等4罪。因案情嚴重不批准被告保釋，須還押候訊。押後至11月15日於西九龍裁判法院再訊。
11月15日再訊，警方仍未取得被告的電腦和手機作調查，有關案件將再柙後至2020年1月14日再提堂。辯方雖然向法庭申請被告減少到警署報到的次數；取消宵禁令、不得離港、交出所有旅遊證件等保釋條件，但裁判官認為案情嚴重，只可酌情准許被告由現時每天到警署報到，減至每星期到警署報到1次。
一名28歲，患有適應障礙及輕度智力障礙的無業男被控在一號客運大樓外，用雷射光照射警長及警員，並管有一支雷射筆，被裁定襲警及公眾地方管有攻擊性武器兩罪罪成。裁判官香淑嫻指被告在示威現場襲警，可能會觸發更大暴力，加上上訴庭表明襲警須判處阻嚇性刑罰，判被告入獄6個月。旁聽人士表示判刑「癡線」，而被告的母親情緒激動而大哭，大叫：「冇人照顧佢！」
另外，社區主任邱文勁與一名年輕港鐵維修員承認暴動罪，另外兩名分別24至25歲男子經審訊後被裁定非法集結罪成。區域法院法官郭啟安指由於案件在機場發生，因而加刑3個月。最後兩名被告入獄45個月，而非法集結兩被告則入獄13個月。

## 「和你塞」集會
2019年9月1日，一批示威者无视禁制令，再次在机场发起「和你塞」集會。受此影响，機場快綫暂停服务，随后东涌线也全线暂停，出入机场主要干道被示威者堵塞，来往机场的交通均陷于瘫痪状态。旅客及机组人员必须徒步出入机场。由於公共交通受阻，大批示威者從東涌沿北大嶼山公路徒步20公里返回市區。